# Albarradones (Guanajuato)
Albarradones es una localidad rural y ejido del estado de Guanajuato, asentada en la parte noroccidental del municipio de León. Limita al sureste con el municipio de Silao, a unos 20 km de la cabecera municipal y aproximadamente 300 km al noroeste de la Ciudad de México. Sus coordenadas aproximadas son 21°02′N 101°30′O, y está a una altitud media de unos 1845 metros sobre el nivel del mar. La región donde se ubica Albarradones forma parte de la amplia cuenca del río Lerma-Santiago en el Bajío, caracterizada por terrenos mayormente llanos y dedicados a la agricultura.

## Toponimia
El nombre «Albarradones» proviene del término en español: Albarradón. Su significado es «un dique o terraplén, construida para controlar el flujo de agua».

Mapa del pueblo Albarradones.

## Historia

### Época prehispánica
La región fue habitada desde al menos finales del Pleistoceno. Según estudios arqueológicos, hace aproximadamente 13 000 años surgieron comunidades de cazadores-recolectores nómadas, sin una organización social compleja.Se estima que los primeros pobladores de la cultura Chupícuaro se asentaron hacia el 800 - 500 a. C. y desarrollaron una aldea agrícola con chozas sobre plataformas de piedra. La cerámica de Chupícuaro, es famosa por sus figurillas femeninas y cuencos geométricos pintados.
Los asentamientos chupicuárenses, basados en la agricultura de maíz, frijol y calabaza, perduraron varios siglos y formaron parte integrante del área mesoamericana. Hacia el siglo X d. C.. comenzó una fase de despoblamiento de la antigua frontera mesoamericana. Estudios recientes basados en dataciones arqueomagnéticas sugieren que, entre 900 y 1300 d. C., la cuenca del río Silao sufrió un fuerte abandono poblacional.
Tras este vacío se instalaron en la región grupos de chichimecas procedentes del altiplano norteño. Estos pueblos eran cazadores-recolectores o seminómadas que vivían de la caza de venado, aves, reptiles y de la recolección de frutos de nopal y otros vegetales silvestres.

## Geografía

### Clima
El clima es subtropical húmedo. La temperatura media es de 23 °C. El mes más cálido es abril, con 30 °C , y el más frío, diciembre, con 18 °C. La precipitación media anual es de 805 mm. El mes más lluvioso es julio, con 211 mm de lluvia, y el más seco, abril, con 7 mm.
| Climograma de Albarradones | Climograma de Albarradones | Climograma de Albarradones | Climograma de Albarradones | Climograma de Albarradones | Climograma de Albarradones | Climograma de Albarradones | Climograma de Albarradones | Climograma de Albarradones | Climograma de Albarradones | Climograma de Albarradones | Climograma de Albarradones |
| --- | -------------------------- | -------------------------- | -------------------------- | -------------------------- | -------------------------- | -------------------------- | -------------------------- | -------------------------- | -------------------------- | -------------------------- | -------------------------- |
| E | F                          | M                          | A                          | M                          | J                          | J                          | A                          | S                          | O                          | N                          | D                          |
| 11 28 9 | 25 33 10                   | 10 38 11                   | 7 43 16                    | 45 44 16                   | 118 39 16                  | 211 31 13                  | 137 29 14                  | 136 26 14                  | 72 29 12                   | 20 29 8                    | 13 28 7                    |
| temperaturas en °C • totales de precipitación en mm fuente: |                            |                            |                            |                            |                            |                            |                            |                            |                            |                            |                            |
| Conversión sistema imperial\| E \| F \| M \| A \| M \| J \| J \| A \| S \| O \| N \| D \| \| 0.4 82 48 \| 1 91 50 \| 0.4 100 52 \| 0.3 109 61 \| 1.8 111 61 \| 4.6 102 61 \| 8.3 88 55 \| 5.4 84 57 \| 5.4 79 57 \| 2.8 84 54 \| 0.8 84 46 \| 0.5 82 45 \| \| temperaturas en °F • totales de precipitación en pulgadas \| \| \| \| \| \| \| \| \| \| \| \| |                            |                            |                            |                            |                            |                            |                            |                            |                            |                            |                            |
| E | F                          | M                          | A                          | M                          | J                          | J                          | A                          | S                          | O                          | N                          | D                          |
| 0.4 82 48 | 1 91 50                    | 0.4 100 52                 | 0.3 109 61                 | 1.8 111 61                 | 4.6 102 61                 | 8.3 88 55                  | 5.4 84 57                  | 5.4 79 57                  | 2.8 84 54                  | 0.8 84 46                  | 0.5 82 45                  |
| temperaturas en °F • totales de precipitación en pulgadas |                            |                            |                            |                            |                            |                            |                            |                            |                            |                            |                            |

| E                                                         | F       | M          | A          | M          | J          | J         | A         | S         | O         | N         | D         |
| 0.4 82 48                                                 | 1 91 50 | 0.4 100 52 | 0.3 109 61 | 1.8 111 61 | 4.6 102 61 | 8.3 88 55 | 5.4 84 57 | 5.4 79 57 | 2.8 84 54 | 0.8 84 46 | 0.5 82 45 |
| temperaturas en °F • totales de precipitación en pulgadas |         |            |            |            |            |           |           |           |           |           |           |

### Hidrografía

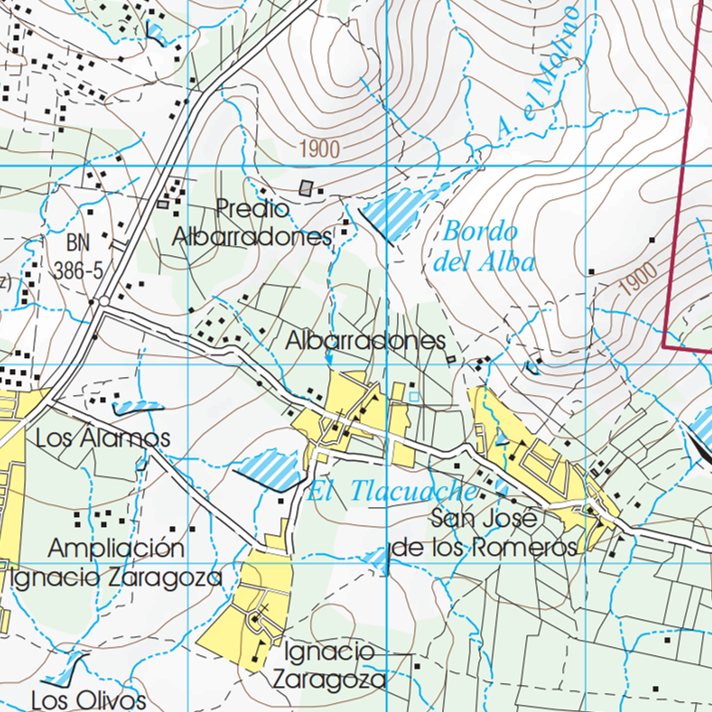
Hidrografía de Albarradones, Zaragoza y San José de los Romeros

#### Presa El Tlacuache
Conocida localmente como "El Vallado", es una obra hidráulica dentro de la localidad de Albarradones. Fue construida en el año de 1935.
Esta presa se localiza en la corriente conocida como Arroyo "El Molino", afluente del arroyo "Los Sauces", en la cuenca del río Lerma, correspondiente a la Región Hidrológica Lerma-Santiago Pacífico.
Su diseño contempla una cortina de tierra homogénea y enrocamiento, con comportamiento estructural flexible. La presa es clasificada como de tamaño pequeño (entre 5 y 9.99 metros de altura), alcanzando una altura de 8.00 metros tanto total como sobre el cauce, con una longitud de 430.00 metros y un ancho de coronamiento de 4.00 metros. Los taludes son de 2:1, tanto aguas arriba como aguas abajo. Cuenta con una compuerta deslizante de 1.20 metros de ancho por 1.20 metros de alto, que permite el control del flujo de agua.
Su capacidad de almacenamiento al Nivel de Aguas Máximas Ordinarias (NAMO) es de 0.2000 hectómetros cúbicos. Esta infraestructura se mantiene en operación dentro de una zona de uso agrícola, con acceso a través de brechas rurales, y representa una de las presas más antiguas del entorno de Albarradones. Su ubicación geográfica se sitúa en las coordenadas 21.037661° de latitud norte y -101.506839° de longitud oeste.

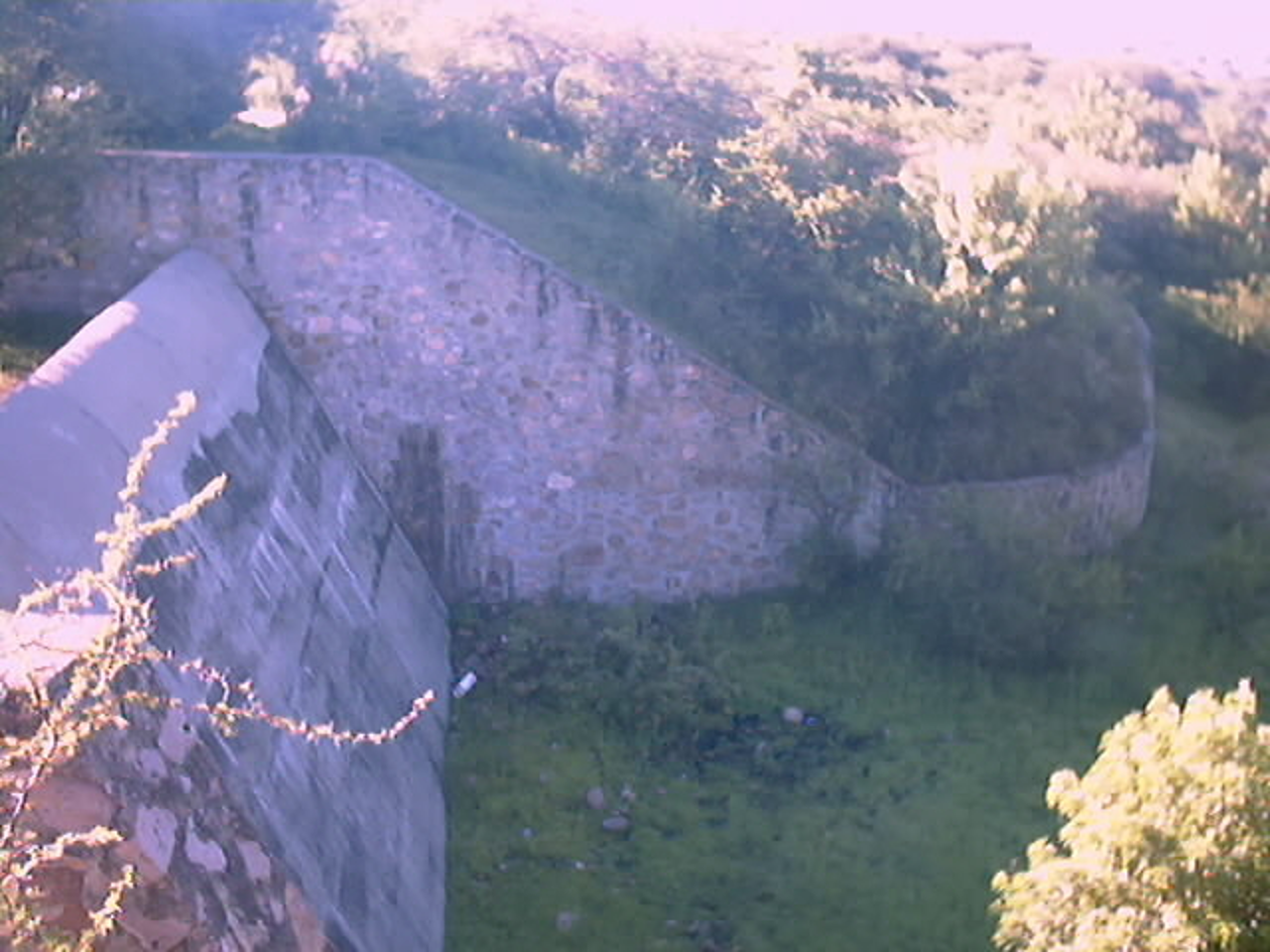
Fotografía de la presa "Bordo del Alba"

#### Bordo del Alba
Es una infraestructura hidráulica ubicada en la localidad de Albarradones. Fue construida durante el gobierno del Presidente Luis Echeverría Álvarez, en el año de 1975, como parte del Plan Presidencial Benito Juárez (1970–1976), bajo el diseño y ejecución de la Secretaría de Agricultura y Ganadería (SAG).
Se trata de una presa mediana, clasificada dentro del rango de 10 a 14.99 metros de altura, con un comportamiento estructural flexible y construida con materiales homogéneos de tierra compactada. Su cortina número uno tiene una altura de 12.50 metros, una longitud de 381.25 metros, y un ancho de coronamiento de 3.00 metros, con taludes de 3:1 tanto aguas arriba como aguas abajo. La elevación de la corona alcanza los 1,864.85 metros sobre el nivel del mar, y la altura sobre el cauce es de 8.50 metros.
Su capacidad de almacenamiento al Nivel de Aguas Máximas Ordinarias (NAMO) es de 0.2770 hectómetros cúbicos, y capta aguas de la corriente conocida como Arroyo "El Molino", dentro de la cuenca del río Lerma, correspondiente a la región hidrológica Lerma-Santiago. Esta obra forma parte del sistema hídrico regional perteneciente a la Región Hidrológica Lerma Santiago Pacífico, y contribuye al manejo del agua para uso agrícola y comunitario en esta zona del Bajío.

### Vegetación
La vegetación natural se compone principalmente por un bosque espinoso en el valle, siendo el mezquite (prosopis laevigata) el principal exponente. Sin embargo el área natural se encuentra prácticamente extinta dando paso a las actividades agrícolas y ganaderas. En las colinas que se encuentran alrededor se localiza un matorral subtropical con especies como el casahuate (Ipomoea arborescens), el varaduz (Eysenhardtia spp.), huizache (Acacia schaffneri) y otras especies xerófilas. En las partes altas de las montañas del norte se localiza un bosque de encinos.

## Demografía
En el año de 1872, la Sociedad Mexicana de Geografía y Estadística publicó uno de sus boletines, en el cual el corresponsal Jesús González Cos presentó el artículo titulado "Estadística del Partido de Silao de la Victoria". En dicho escrito, se menciona que el pueblo de Albarradones contaba en ese momento con 66 habitantes, de los cuales 35 eran hombres y 31 mujeres. Asimismo, se señala que la totalidad de la población era analfabeta, registrando así una tasa de analfabetismo del 100%.
Posteriormente, en 1887, el reconocido estadístico Dr. Antonio Peñafiel, en cumplimiento de la Ley Reglamentaria del 10 de junio de 1883, publicó los resultados de la correspondencia remitida por la jefatura política del Partido y Municipio de Silao. Este informe oficial destaca que, para el año de 1886, la población de Albarradones había disminuido a 55 habitantes.
En 1933 se llevó a cabo un censo entre los vecinos del lugar, como requisito previo para la obtención de la categoría de ejido y la consecuente asignación de tierras. Los resultados de este censo fueron oficialmente documentados y se conservan hasta la fecha en el Diario Oficial de la Federación.
Desde 1895, Albarradones ha participado activamente en los censos nacionales realizados por la República Mexicana. A partir del año 1900, los levantamientos censales han incluido específicamente la recopilación de datos dentro del propio poblado, consolidando así su presencia dentro de los registros estadísticos oficiales del país.
| Gráfica de evolución demográfica |
|                                  |

Según el censo de 2020, Albarradones tenía 1069 habitantes. Esto lo sitúa entre las localidades pequeñas del municipio de León, ya que, es la 39.ª más poblada del municipio, en la lista de localidades con población mayor a 1,000 hab. La densidad poblacional es baja comparada con la ciudad, lo que refleja su carácter rural. En las últimas décadas la población ha crecido gradualmente, ya que, en 2010 tenía 810 habitantes. La comunidad se conoce localmente por el gentilicio albarradonense.
Albarradones dispone de los servicios básicos propios de una localidad rural. De acuerdo con el Plan Maestro de Desarrollo Rural municipal, el 80% de las viviendas tiene acceso a agua potable y alumbrado público, mientras que un 90% dispone de drenaje y electricidad. La cobertura de telefonía fija alcanza al 80% de los hogares. Estos datos reflejan mejoras continuas en infraestructura local; sin embargo, varias de las vías de acceso principales siguen siendo caminos de terracería o empedrados sin pavimento definitivo. Recientemente se han propuesto pavimentaciones para los tramos más transitados.

## Política

### Electoral

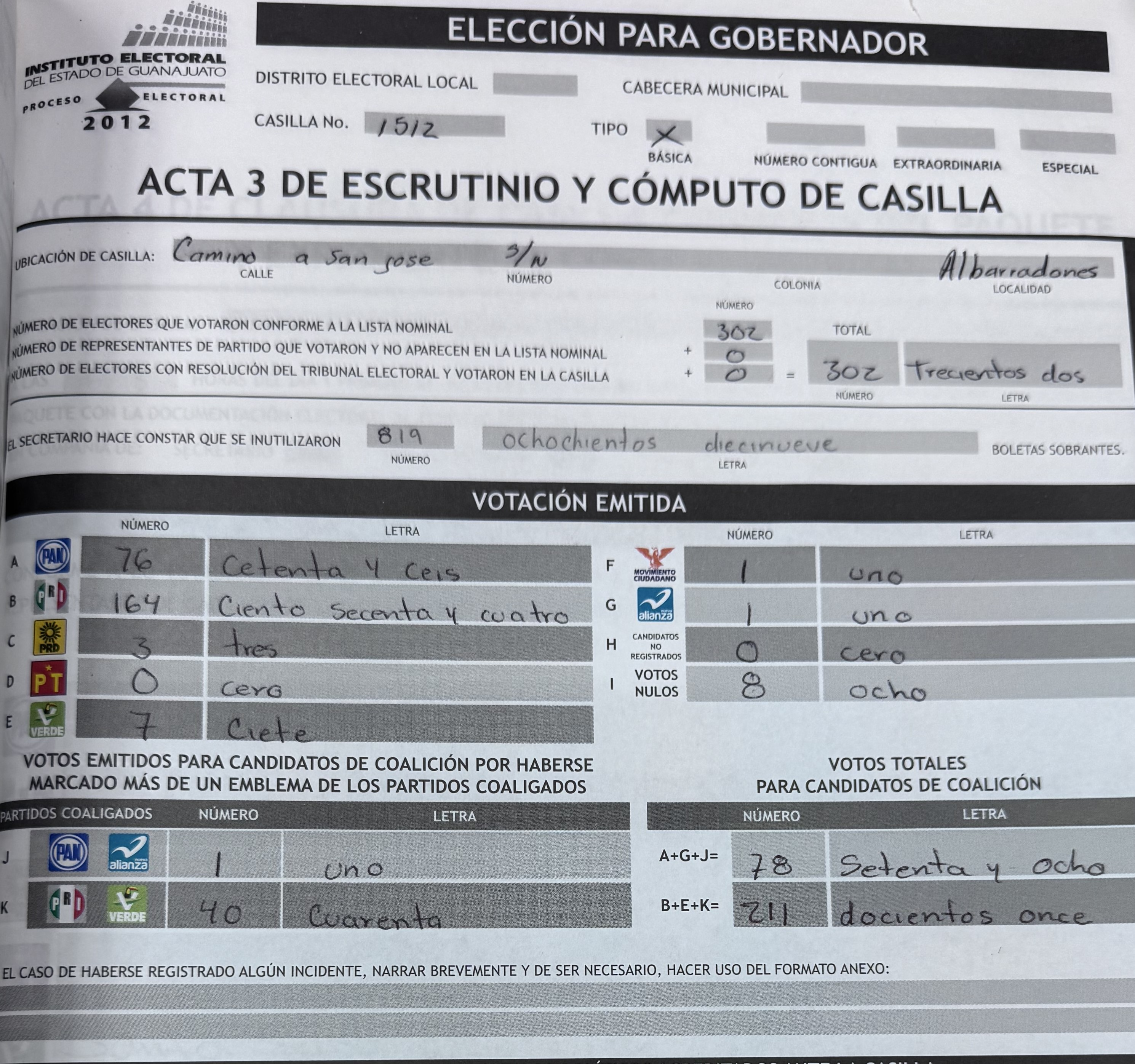
Acta de Casilla Básica, Sección 1512 de Albarradones, Elecciones Gobernador de Guanajuato 2012

En el ámbito electoral, Albarradones forma parte y, al mismo tiempo, funge como cabecera de la sección electoral 1512, la cual abarca también a las localidades vecinas de San José de los Romeros y Zaragoza. Esta sección pertenece al Distrito Electoral Local IV y Federal VI, correspondientes al municipio de León y constituye la unidad básica para la organización de los procesos electorales tanto federales como locales, en coordinación con el Instituto Nacional Electoral y el Instituto Electoral del Estado de Guanajuato.

Sección 1512 de Albarradones

Desde el año 2003, la sección electoral 1512 ha contado de manera regular con dos casillas electorales: una Básica y una Contigua 1, a fin de garantizar el acceso al voto a toda la población de la sección. 
Sin embargo, durante El Proceso Electoral Extraordinario del Poder Judicial de la Federación de 2025, el número de casillas se redujo excepcionalmente a una sola casilla Básica, debido a las condiciones y lineamientos específicos establecidos para dicho proceso por el Instituto Nacional Electoral.

### Ejecutivo
Desde el punto de vista político-administrativo, Albarradones es una localidad que forma parte del municipio de León, el cual se encuentra dentro del Estado Libre y Soberano de Guanajuato. Como tal, Albarradones se rige bajo el sistema de gobierno municipal establecido por la Constitución Política de los Estados Unidos Mexicanos, y está sujeto a la jurisdicción y normatividad tanto del ayuntamiento de León como del gobierno estatal y federal.

### Legislativo
Para la elección de Diputados locales al Congreso de Guanajuato y de Diputados federales a la Cámara de Diputados, la localidad de Albarradones se encuentra integrado en los siguientes distritos electorales:
Local:
- IV Distrito Electoral Local de Guanajuato con cabecera en León de los Aldama.

Federal:
- Distrito electoral federal 6 de Guanajuato con cabecera en León de los Aldama.

### Judicial
En materia judicial, Albarradones forma parte del Primer Distrito Judicial del Décimo Sexto Circuito Judicial del Estado de Guanajuato.

## Servicios
Albarradones es sede de varias escuelas y colegios públicos: 1 preescolar, 1 primaria, 1 secundaria, 1 bachillerato.
El servicio de salud pública se brinda principalmente en la cercana localidad de Los Sauces: los habitantes de Albarradones suelen trasladarse allí para atención médica. 
La recolección de basura se realiza con regularidad, y existe transporte colectivo que comunica Albarradones con la ciudad de León y otras comunidades cercanas.